# Wapen van Wetterskip Fryslân
Het wapen van het Wetterskip Fryslân werd op 27 maart 1984 aan het nieuw ontstane Friese waterschap toegekend. Het Wetterskip Fryslân ontstond in 1980 en kreeg het eerste wapen vier jaar later toegekend. In 2003 werd, naar aanleiding van een fusie, een wapenwijziging doorgevoerd, waardoor er dat jaar een nieuw wapen toegekend werd. Het wapen is ontworpen door G.A. Bontekoe. Bontekoe heeft in eerste instantie een zoom bestaande uit zeshoekige vlakken ontworpen, zoals het gehele schild in het wapen van Lelystad en de onderste helft van het wapen van het waterschap Texel.
Er was vanuit de Hoge Raad van Adel weerstand tegen de schuinbalken met plompebladen omdat die symbool staan voor het wapen van de Ommelanden. Ook lijkt het wapen te veel op een vlag, meer specifiek de vlag van Friesland.

## Blazoeneringen

### Eerste blazoenering
De eerste blazoenering luidde als volgt:
In azuur drie schuinbalken van zilver, beladen met twee, drie en twee schuingeplaatste plompebladeren, de binnenzijde van goud, de ingeschulpte buitenzijde van azuur. Het schild gedekt met een gouden kroon van drie bladeren en twee parels en gehouden door twee leeuwen van goud, getongd en genageld van keel.
Het wapen is blauw van kleur met daarop drie zilveren schuinbalken, lopend van de heraldisch rechterbovenhoek naar de linkeronderhoek. Op de schuinbalken twee, drie en twee plompebladeren, hierdoor is het wapen gelijk aan de Friese vlag. Om het wapen een dubbele schildzoom, de binenzijde is van goud en de buitenzijde is blauw. Niet vermeld is dat de blauwe zoom geschulpt is. Op het schild staat een gravenkroon en aan weerszijden van het schild een schildhouder in de vorm van een gouden leeuw met rode tong en nagels. De ondergrond waarop het geheel staat wordt niet omschreven, doorgaans wordt deze weergegeven als een grasgrond met daaronder drie golvende dwarsbalken blauw, zilver en blauw.

### Tweede blazoenering
De tweede blazoenering luidt als volgt:
In azuur drie schuinbalken van zilver, beladen met twee, drie en twee schuingeplaatste plompebladeren van keel; een in tweeën gedeelde schildzoom, de binnenzijde van goud, de ingeschulpte buitenzijde van azuur. Het schild gedekt met een gouden kroon van vijf bladeren en gehouden door twee leeuwen van goud, getongd en genageld van keel.

Het tweede wapen is gelijk aan het eerste. Een aantal zaken zijn echter verduidelijkt zoals de geschulpte schildzoom. Ook heeft het wapen nu een markiezenkroon in plaats van een gravenkroon.

## Vergelijkbare wapens

Het wapen van de provincie Groningen
Het oude wapen van de Ommelanderzeedijk

Aa en Maas ·
Amstel, Gooi en Vecht ·
Brabantse Delta ·
Delfland ·
De Dommel ·
Hollands Noorderkwartier ·
Hollandse Delta ·
Limburg ·
Hunze en Aa's ·
Noorderzijlvest ·
Rijnland ·
Rivierenland ·
Schieland en de Krimpenerwaard ·
De Stichtse Rijnlanden ·
Vallei en Veluwe ·
Vechtstromen · 
Fryslân